# Говорский, Ксенофонт Антонович
Ксенофо́нт Анто́нович Гово́рский (1812, Новогрудский уезд Гродненской губернии — 17 июня 1871, Вильна) — белорусский и польский археолог, историк, журналист и издатель. Представитель общественно-политического течения западнорусизм.

## Биография
К. А. Говорский происходил из грекокатолической семьи. Получил духовное образование.

### Педагогическая деятельность
В начале своей карьеры К. А. Говорский служил преподавателем истории и еврейского языка в Белорусской униатской духовной семинарии. Затем он принял православие, и в 1835 году получил степень кандидата в Санкт-Петербургской духовной академии.
После учёбы в Санкт-Петербургской духовной академии К. А. Говорский работал преподавателем в Полоцкой духовной семинарии. В Полоцке в разные годы он преподавал всеобщую историю, еврейский язык, церковную историю, церковные древности, библейскую историю и каноническое право.

### Научная деятельность
К. А. Говорский является одним из пионеров археологических исследований в Белоруссии. В начале 50-х годов XIX века он занимался археологическими раскопками в Полоцке и близлежащих землях. По итогам раскопок был опубликован ряд статей. 20 марта 1852 года К. А. Говорский был избран членом-корреспондентом Императорского русского археологического общества. Исследователь выявлял и публиковал актовые материалы, связанные с белорусской историей. К. А. Говорский занимался также исследованием церковной истории Белоруссии. Им написана работа «Историко-статистическое описание Полоцкой епархии» (1853), которая не была опубликована.

### Редактор и издатель
В 1857—1858 годах он работал редактором в «Витебских губернских ведомостях», где также печатались его исследования по истории и выявленные им актовые материалы.
Затем Ксенофонт Антонович переселился в Киев, где 1 июля 1862 года начал издавать журнал «Вестник Юго-западной и Западной России», через четыре года переименованный в «Вестник Западной России». В журнале отстаивались державные идеи, поддерживалась государственная политика. Самое большое внимание уделялось борьбе с полонизацией и католическим прозелитизмом в западно-русских областях.
К. А. Говорский умер 17 июня 1871 года, похоронен в Вильно на Евфросиниевском кладбище.

## Общественно-политические взгляды
Вокруг журнала «Вестник Западной России» сложилось сообщество учёных, журналистов и писателей, озабоченных проблемой сохранения целостности русского народа и противостояния полонизации и сепаратизму. Впоследствии это общественно-политическое течение было названо «западноруссизмом».
К. А. Говорский прослеживал польское влияние и в деятельности украинофилов, пропагандирующих создание отдельного от русского литературного украинского языка. В письме галицко-русскому деятелю Якову Головацкому он писал: «У нас в Киеве только теперь не более пяти упрямых хохломанов из природных малороссов, а то (прочие) все поляки, более всех хлопотавшие о распространении малорусских книжонок. Они сами, переодевшись в свитки, шлялись по деревням и раскидывали эти книжонки; верно пронырливый лях почуял в этом деле для себя поживу, когда решился на такие подвиги».